# Kaplica św. Jana Nepomucena w Lubomi
Kaplica św. Jana Nepomucena – zabytkowa kaplica znajdująca się w Lubomi w powiecie wodzisławskim w województwie śląskim. Usytuowana u zbiegu ulic Polnej i św. Jana Nepomucena.
Kaplica znajduje się na szlaku architektury drewnianej województwa śląskiego. W pobliżu kaplicy przechodzi także zielony Szlak Gołężyców oraz żółty szlak rowerowy nr 316, a nieco dalej - niebieski Szlak Krzyszkowicki.

## Historia
Kaplica drewniana zbudowana około 1700 roku, w okresie, kiedy Lubomia była własnością rodziny Reiswitz.

## Architektura i wyposażenie
Kaplica usytuowana na skrzyżowaniu dróg. Drewniana, wybudowana w konstrukcji zrębowej, od zewnątrz oszalowana deskami. Założona na planie ośmioboku, przekryta dachem namiotowym z ośmioboczną sygnaturką zwieńczoną latarnią i baniastą kopułką. Wnętrze jednoprzestrzenne z pozornym sklepieniem ośmiopolowym. Na uwagę zasługują drzwi o cechach gotyckich (wykrój otworu zamknięty łukiem trójlistnym). Wewnątrz XIX-wieczna figura św. Jana Nepomucena.